# ریکاردو سانزول
ریکاردو سانزول (انگلیسی: Ricardo Sanzol؛ زادهٔ ۸ آوریل ۱۹۷۶) بازیکن فوتبال اهل اسپانیا است.
از باشگاه‌هایی که در آن بازی کرده‌است می‌توان به باشگاه فوتبال هرکولس، باشگاه فوتبال آلباسته بالومپیه، و باشگاه فوتبال اوساسونا اشاره کرد.
وی همچنین در تیم‌های ملی فوتبال باسک و تیم فوتبال خودمختار ناوار بازی کرده‌است.